# إستفان باستور (كرة يد)
إستفان باستور (بالمجرية: Pásztor István)‏ مواليد 5 يونيو 1971 في سغليد، المجر، هو لاعب كرة يد مجري يلعب كجناح أيسر. مثل منتخب المجر لكرة اليد. شارك في دورة الألعاب الأولمبية الصيفية سنة 2004.

## سجل المنافسة
شارك في البطولات التالية:
- بطولة العالم لكرة اليد للرجال 1993
- بطولة العالم لكرة اليد للرجال 1997
- بطولة العالم لكرة اليد للرجال 2003
- بطولة أوروبا لكرة اليد للرجال 1994
- بطولة أوروبا لكرة اليد للرجال 1996
- بطولة أوروبا لكرة اليد للرجال 1998
- بطولة أوروبا لكرة اليد للرجال 2004
- الألعاب الأولمبية الصيفية 2004

## الإنجازات
- الدوري المجري لكرة اليد:
  - الفوز: 1994، 1995، 1997، 1998، 1999، 2001، 2002، 2003، 2004، 2005، 2006، 2008
- دوري أبطال أوروبا لكرة اليد:
  - النهائي: 2002
- كأس أبطال الكؤوس الأوروبية لكرة اليد:
  - الفوز: 1992، 2008
  - النهائي: 1993، 1997

## روابط خارجية
- إستفان باستور على موقع الاتحاد الأوروبي لكرة اليد (الإنجليزية)
- إستفان باستور على موقع أوليمبيديا (الإنجليزية)